# Латвийска академия на науките
Латвийската академия на науките (на латвийски: Latvijas Zinātņu akadēmija) е официалната академия на науките в Латвия. Намира се в Рига и обединявайки водещи учени от страната. Тя е създадена с името „Академия на науките на Латвийска съветска социалистическа република“ (на латвийски: Latvijas PSR Zinātņu akadēmija). Настоящия президент на академията е Оярс Спаритис.

## Сграда
Сградата на Латвийската Академия на науките е построена след Втората Световна война, в периода 1951 – 1961 г. Финансирането е събрано чрез новосъздаден колхоз в Латвия и по-нататъшната издръжка се събира, като „доброволни дарения“, които се приспада от заплатата на селското население.
Сградата е украсена с множество символ на комунизма преплетени в латвийски народни орнаменти и мотиви. Шпицът първоначално е била украсена с венец и петолъчка, която е била премахната, след обявяването на независимостта на Латвия през 1991 г. С височината си от 108 м, сградата е първия небостъргач в републиката и е най-високата сграда в Латвия, до построяването на централата на Swedbank в Латвия (121 м). Също така е ѝ една от най-високите стоманобетонни сгради в света.
Сградата, проектирана от Освалдс Тилманис Апситис и Карлис Плуксне. Тя наподобява на сталински небостъргач, които са често срещани по това време, като по-късно започват да се наричат Сталинистка архитектура(понякога наричана Социалистически класицизъм). Небостъргачът прилича на много други сгради, построени в СССР по това време, особено на главната сграда на Московския държавен университет. Местните прякори включват „Сталинската Торта“ и „Кремъл“.
Панорама над Рига е достъпна за посетители от 17 етаж на сградата(на височина 65 м). Кулата се намира в покрайнините на Маскавас.